# Frans Bedoire
Frans Bedoire (pronúncia em francês: [bɛdwaʁ]; Estocolmo, 10 de maio de 1690 – 26 de dezembro de 1742) foi um empresário sueco.
Frans Bedoire nasceu em Estocolmo. A família dele era da França e eram huguenotes.
Bedoire fundou a Companhia Sueca das Índias Orientais em 1731 e foi um dos primeiros diretores junto com Colin Campbell e Henrik König. Bedoire foi substituído em 1732 por Volrath Tham.